# مقاطعة كيمروفسكايا
مقاطعة كيمروفسكايا هي إحدى مقاطعات روسيا الاتحادية. وتحوي المدن والقرى التالية:
أنزيرو سودزينسك،
بيلوفو،
بيريوزوفسكي،
غوريفسك،
كالتان،
كيميروفو،
كيسيليفسك،
لنينسك كوزنتسكي،
ماريانسك،
ميجدوريتشينسك،
ميسكي،
نوفوكوزنتسك،
اوسينيكي،
بوليساييفو،
بروكوبيفسك،
سالاير،
تاشتاغول،
تايغا،
توبكي،
يورغا